# Mueang Phayao (huyện)
Mueang Phayao (tiếng Thái: เมืองพะเยา) là huyện thủ phủ (Amphoe Mueang) của tỉnh Phayao, phía bắc Thái Lan.

## Địa lý
Các huyện giáp ranh (từ phía bắc theo chiều kim đồng hồ) là Mai Chai của tỉnh Phayao, Pa Daet của tỉnh Chiang Rai, Phu Kamyao, Dok Khamtai của tỉnh Phayao again, Ngao và Wang Nuea của tỉnh Lampang.

## Hành chính
Huyện này được chia thành 15 phó huyện (tambon), các đơn vị này lại được chia ra thành 171 làng (muban). Thị xã (thesaban mueang) Phayao nằm trên toàn bộ tambon Wiang and Mae Tam. Có 13 Tổ chức hành chính tambon.
| STT | Tên            | Tên tiếng Thái |  | Dân số |  |
| --- | -------------- | -------------- |  | ------ |  |
| 1.  | Wiang          | เวียง           |  | 11.067 |  |
| 2.  | Mae Tam        | แม่ต๋ำ           |  | 8.051  |  |
| 4.  | Mae Na Ruea    | แม่นาเรือ        |  | 9.333  |  |
| 5.  | Ban Tun        | บ้านตุ่น          |  | 5.269  |  |
| 6.  | Ban Tam        | บ้านต๊ำ          |  | 7.491  |  |
| 7.  | Ban Tom        | บ้านต๋อม         |  | 12.867 |  |
| 8.  | Mae Puem       | แม่ปืม           |  | 9.466  |  |
| 10. | Mae Ka         | แม่กา           |  | 11.552 |  |
| 11. | Ban Mai        | บ้านใหม่         |  | 5.009  |  |
| 12. | Cham Pa Wai    | จำป่าหวาย       |  | 8.648  |  |
| 13. | Tha Wang Thong | ท่าวังทอง        |  | 13.826 |  |
| 14. | Mae Sai        | แม่ใส           |  | 6.598  |  |
| 15. | Ban Sang       | บ้านสาง         |  | 4.591  |  |
| 16. | Tha Champi     | ท่าจำปี          |  | 4.191  |  |
| 18. | San Pa Muang   | สันป่าม่วง        |  | 3.124  |  |

Con số mất thuộc tambon nay tạo thành huyện Phu Kamyao.